# Wei Pi-hsiu
Wei Pi-hsiu (魏碧锈T, Wèi BìxiùP, Wei Pi-hsiuW; Nantou, 4 luglio 1990) è un'ex arciera taiwanese, specialista dell'arco olimpico, che ha rappresentato il suo paese ai giochi olimpici di Pechino 2008.

## Biografia
Ha iniziato a praticare il tiro con l'arco nel 2002 facendo il suo debutto internazionale cinque anni dopo, nel 2007.
Ha avuto una carriera internazionale molto breve, svoltasi tra 2007 e 2008, durante la quale ha comunque avuto modo di prendere parte ad una edizione dei giochi olimpici.
La Cina Taipei aveva qualificato tre atlete a Pechino 2008 grazie al piazzamento tra le prime 8 ai campionati mondiali di tiro con l'arco del 2007. Wei Pi-Hsiu venne selezionata assieme a Yuan Shu-chi e Wu Hui-ju per farne parte.
Nel turno di qualificazione della gara individuale si è classificata al 58º posto con 585 punti, sulle 64 atlete iscritte. Peggio di lei fecero solo l'australiana Alexandra Feeney, l'iraniana Najmeh Abtin, la bhutanese Dorji Dema, la colombiana Sigrid Romero, la tagica Albina Kamaletdinova e la marocchina Khadija Abbouda.
Al primo turno della fase ad eliminazione diretta è stata sconfitta (99-108) dalla arciera britannica Alison Williamson.
Nella gara a squadre, le arciere taiwanesi erano invece accreditate dell'8º posto dopo le qualifiche (su dieci squadre partecipanti). Vennero sconfitte al primo turno dal terzetto italiano (composto da Pia Carmen Lionetti, Elena Tonetta e Natalia Valeeva), che ebbe la meglio per 215 a 211, chiudendo dunque al nono posto complessivo.
Sempre nel 2008, prima dei giochi olimpici, Wei Pi-hsiu aveva preso parte anche a due tappe della Coppa del Mondo di tiro con l'arco 2008, la prima e la terza. Nella prima, disputata a Santo Domingo, giunse sesta nell'individuale e nona nella gara a squadre; nella seconda, ad Antalya, si è classificata trentaquattresima nell'individuale, mentre vinse l'argento a squadre, assieme alle compagne Yuan Shu-chi e Wu Hui Ju: le tre arciere taiwanesi furono sconfitte solo nella finale per l'oro dalle atlete sudcoreane.